# Crisiella producta
Crisiella producta is een mosdiertjessoort uit de familie van de Crisiidae. De wetenschappelijke naam van de soort is, als Crisia producta, voor het eerst geldig gepubliceerd in 1865 door Smitt.